# Solanum asymmetriphyllum
Solanum asymmetriphyllum är en potatisväxtart som beskrevs av Spechtspecht. Solanum asymmetriphyllum ingår i släktet skattor som ingår i familjen potatisväxter. Inga underarter finns listade i Catalogue of Life.